# Le Jour des fous
Pour les articles homonymes, voir Le Jour des fous (homonymie).
Pour plus de détails, voir Fiche technique et Distribution.
Le Jour des fous (Slaughter High) est un film d'horreur américano-britannique réalisé par George Dugdale, Mark Ezra et Peter Mackenzie Litten, sorti en 1986.

## Synopsis
Le 1er avril,la date anniversaire du jeune Marty, le souffre-douleur du lycée, une bande d'étudiants qui ne l'aime pas décide de lui jouer une blague. Mais la blague tourne mal et Marty est pris dans l'incendie du labo alors qu'il faisait une étude chimique. Le pauvre Marty sévèrement brûlé à l'acide et au flammes se retrouva traumatisé et enfermé en asile psychiatrique. Dix ans plus tard, les anciens élèves responsables du drame reçoivent une invitation dans leur ancien lycée à l'abandon depuis 5 ans ; mais le soir, une fois arrivés sur les lieux, le cauchemar ne tarde pas à commencer. Ils se retrouvent enfermés et devront survivre à un mystérieux tueur caché sous un masque de bouffon qui se balade dans les couloirs sombres armé d'un javelot.

## Fiche technique
- Titre : Le Jour des fous
- Titre original : Slaughter High
- Réalisation : George Dugdale, Mark Ezra et Peter Mackenzie Litten
- Scénario : George Dugdale, Mark Ezra et Peter Mackenzie Litten
- Musique : Harry Manfredini
- Photographie : Alan Pudney
- Montage : Jim Connock
- Production : George Dugdale
- Pays d'origine :  Royaume-Uni,  États-Unis
- Format : couleurs
- Genre : Slasher, thriller et fantastique
- Durée : 90 minutes
- Année de tournage : 1984
- Sortie : USA : 14 novembre 1986 + France 21 Janvier 1987
- Video : Sortie DVD en 2009 chez Uncut Movies seulement en VO + 7 avril 2021 en combo DVD+BLU-RAY chez ESC Distribution
- Interdit aux moins de 12 ans

## Distribution
- Caroline Munro : Carol
- Simon Scuddamore : Marty
- Carmine Iannaccone : Skip
- Donna Yaeger : Stella
- Gary Martin : Joe
- Billy Hartman : Frank
- Michael Saffran : Ted
- John Segal : Carl
- Kelly Baker : Nancy
- Sally Cross : Susan
- Josephine Scandi : Shirley
- Marc Smith : Coach
- Dick Randall : Manny
- Jon Clark : Digby

## Autour du film
- Le film fut tourné en 1984, Mais après la fin du tournage Simon Scuddamore "Marty" s'est suicidé le 21 novembre 1984 à Londres à l'âge de 28 ans. Sa mort résulte d'une surdose de drogue apparemment intentionnelle. La sortie du film fut repoussée à la suite du drame, et le film sortit en 1986[1].